# Міхалевський Віталій Цезарійович
Віталій Цезарійович Міхалевський (3 листопада 1961, с. Подільське, Кам'янець-Подільський район на Хмельниччині) — поет-романтик, громадський діяч, доцент Хмельницького національного університету, кандидат фізико-математичних наук (1997), член Національної спілки журналістів України (2011), член Національної спілки письменників України (2014). З квітня 2025 року — голова Хмельницької обласної організації НСПУ.

## Біографічні відомості
Потяг до мистецтва та культури прищеплював йому батько. Перші спроби поетично пера, як розповідав В. Міхалевський, були ще в шкільні роки. Але цьому хлопець не надавав належної ваги. Тягнувся до точних наук. Після закінчення десятирічної школи в рідному селі поступив на математичний факультет Чернівецького держуніверситету, який також закінчив із відзнакою. Два роки проходив офіцерську службу в рядах Радянської армії, після якої продовжив справу батька-зв'язківця: працював інженером-програмістом, начальником відділу міського, обласного підприємства електрозв'язку. З грудня 1986 проживає у місті Хмельницькому. Зараз — заступник начальника Центру інформаційних технологій та технічного забезпечення Хмельницької філії ВАТ «Укртелеком». Одружений, має двох доньок та чотирьох онуків. Він люблячий чоловік, турботливий батько і неперевершений дідусь. Разом з дружиною Галиною Іванівною посадив сад і вже багато років будує будинок. А ще там, на природі, біля землі народжуються віршовані рядки, в яких вічна закоханість у свою рідну землю та людей.
У 1997 захистив дисертацію (кандидат фізико-математичних наук), доцент Хмельницького національного університету. Уже 15 років він працює в університеті і понад п'ять років співпрацює зі студентським літературним театром «Глорія» (на чолі з режисером — Коваль Таїсією Петрівною).
У травні 2013 року на першому Всеукраїнському фестивалі мистецтв «Подільський піснецвіт-2013» В. Міхалевський заслужено виборов першу премію у розмовному жанрі. У творчій скарбниці В. Міхалевського понад двадцять дипломів. Серед його нагород красується одна не літературна — це приз міського голови у фотоконкурсі. Як розповідає поет: «Один інтерес, який переважає — це фотографія». Фотографією В. Міхалевський займається понад сорок років, ще з шостого класу школи.
У 2002 році на вечорі презентації свого поетичного первістка «Я жду весну», перший концертний виступ В. Міхалевського увінчався першою премією від директора Хмельницької філії ВАТ «Укртелеком». Це спонукало В. Міхалевського до написання ліричних віршів, які побачили світ у газетах «Подільський кур'єр» і «Проскурів». Згодом друкувався і в літературних альманахах «Творче поділля. Ювілей» (2003) та «Антологія сучасної новелістики та лірики України» (2004, 2005, 2006), міжнародному журналі «Склянка часу (Zeitglas)» (2003—2006). У 2014 році став членом Національної спілки письменників України, а також є членом Національної спілки журналістів України (2011).

## Творчість

Збірка «Цукерково-букетні вірші»

В. Міхалевський автор збірок «Я жду весну» (2003), «Крапелина вина, або Уроки української» (2005), «Година пік, або Твір на власну тему» (2006), «Місце під сонцем» (2006), «Невиправний романтик, або Як я провів літо» (2011), «Соло на трубі» (аудіозбірка, 2011), «Перші черешні» (2012), «Яблука райські» (2013), «Цукерково-букетні вірші» (2015).
Збірка «Я жду весну» вийшла у світ у 41-шу річницю автора, тому і вміщено у ній 41 вірш.
У другій його збірці «Крапелина вина, або Уроки української» (2005) повністю викристалізувався стиль поетичної новелістики, який і став знаковим у творчості В. Міхалевського. «Крапелина вина, або Уроки української» — талановита збірка нової української поезії, як зазначала Ю. Булаховська, видана 2005 року Хмельницькою міською літературною Спілкою «Поділля». Складається вона із шести циклів: «На устах усього світу», «По колу рухається все», «Місце під сонцем», «Пустіть погрітися», «І словами тебе лоскочу», «Іду на Ви!».
Перечитуючи кожен вірш В. Міхалевського зі збірки «Година пік, або Твір на власну тему», яка побачила світ у 2006 році, відчуваємо, як автор відповідально орієнтує нас на одвічні людські ідеали: щастя, добро, любов, віру та надію. Кожен поетичний рядок несе сонячність та естетичність, сповнений сконденсованістю думки.
У 2006 році побачила світ ще одна збірка В. Міхалевського «Місце під сонцем», до якої увійшло 100 поезій. Вона у своїй переважній частині складається з того, що уже було надруковане.
До свого 50-річчя В. Міхалевський видав збірку «Невиправний романтик, або Як я провів літо» (2011).
До збірки поезій «Цукерково-букетні вірші» (2015) увійшли ліричні вірші різних років.

## Відзнаки
- лауреат Хмельницької міської премії імені Богдана Хмельницького (2006) в галузі літературної діяльності та популяризації української мови
- Почесна відзнака Хмельницького міського голови (2014)
- лауреат Хмельницької обласної премії імені Тараса Шевченка (2015)
- Грамота Верховної Ради України за вагомий внесок у культурно-освітній розвиток регіону, активну громадську діяльність, багаторічну сумлінну працю та високий професіоналізм.